# LA-MULANA2
『LA-MULANA2』（ラ・ムラーナツー）は、NIGOROが開発したアクションゲーム。

## 概要
主人公のルミッサ・小杉（前作の主人公の娘）を操作してイグ・ラーナ遺跡を探索し、遺跡に存在する敵や罠をかいくぐりながら仕掛けられた謎を解き、遺跡に隠された真実を探る2Dアクションゲームである。前作『LA-MULANA』と同様に世界各地の神話や伝承がモチーフとなっており、本作では『北欧神話』を主体とする。前作で好評を得た謎解きやアクションの難易度の高さは本作でも健在。
2014年よりKickstarterによる制作資金の募集が行われ、開発に4年半の歳月を費やし2018年7月30日（日本では7月31日）に配信された。2019年6月27日にはNintendo Switch、PlayStation 4、Xbox Oneでの各種コンシューマ機版が販売、配信された。それに際し、一部のショップキャラを、インディーゲームのキャラに差し替えるコラボが実施された。
2022年1月には、高難度のマップを追加するダウンロードコンテンツ『オアンネスの塔』が配信された。

## ストーリー
ラ・ムラーナ遺跡の全貌が明かされてから5年、付近の村人たちにより遺跡入り口付近の観光地化が進んでいた。しかし観光地化された遺跡のいずこからか、再びモンスターが現れ始めた。
村の長ゼレブドはラ・ムラーナ遺跡を調査した考古学者親子に依頼を出すが、代わりに村にやってきたのはルミッサ・小杉という考古学者の娘だった。ルミッサらの調査によって、ラ・ムラーナ遺跡の賢者たちが調べていた「イグラーナ遺跡」への入り口が発見され、新たな冒険への挑戦が始まった。

## システムについて
操作はゲームパッドで行うが、設定を変更する事でキーボードでの操作にも対応している。基本的なシステムは前作を踏襲しており、前作（リメイク版）をプレイした人はすんなリ入り込めるようになっている。アクションに関してもほぼ同じであるが、空中でもはしごに捕まれるようになる、しゃがみながら移動できるようになるなどパワーアップしている半面、前作では普通に動かせたブロックがアイテムを取らないと動かせなくなっている。
主人公は「MobileSuperX3」というタブレットを持ち歩いており、様々なアプリをインストールする事で機能を拡張させる事が出来る。各アプリは容量を消費するが、新型タブレットを入手する事で最大容量を2倍にする事が出来る。謎解きについては、各所に設置されている石碑に描かれている文字をスキャナとソフトを介して閲覧・解読し、それらに書かれている文章や絵をもとに推測していく形となる。

## フィールド
旅立ちの村
スタート地点。前作のラストでラ・ムラーナ遺跡が崩壊したため、至る所で修繕工事が行われている。遺跡の観光地化に成功しており村全体が潤った模様。
導きの門・巨人霊廟・無限回廊・灼熱洞窟・迷いの門
前作で登場した遺跡のエリア。大部分が崩壊しておりごく一部のみ入る事が出来る。巨人霊廟には警告を無視して2度見るとハードモードに突入する石板があるが、本作ではとある場所で1度だけ難易度を戻す事が可能。
世界樹の根
イグ・ラーナ遺跡で最初に訪れる場所。ここを拠点に様々なエリアに繋がっている。
妖精界
母の力による滅びに抗う第6の子・アールブル族のエリア。
不滅戦場
イグラーナの力を我が物にせんとする第6の子・ローカバーラ族が治めるエリア。
炎氷の梢
右半分が氷、左半分が炎で覆われたエリア。どこかに冥界への入り口が隠されているらしい。
神族の城
ヴァン族と争う第6の子・アース族の城エリア。北欧神話をモチーフとしたものが多い。
霜の巨人殿
第2の子である巨人族が住んでいたエリア。全域が雪と氷で覆われている。第2の子は滅亡しているため裏エリアが存在しない。
死者の門
アマルナ族と対立する第5の子・エネアド族の住むエリア。赤い門に入る度に上下が反転する。
天者迷宮
第3の子・オリュンポスが住んでいるエリア。エリア中央に巨大なコンピューター・テューポーンが設置されている。
高天原廟
第1の子･コトアマツ族が隠れ住む場所。古代日本や古代中国をモチーフとしている。
戦死者の館
世界樹を滅ぼさんとする第6の子・ヴァン族が潜む館。
冥星霊殿
母の力から逃れようとするラーをはじめとした第5の子・アマルナ族の治めるエリア。前作の太陽神殿・月光聖殿を彷彿とさせるピラミッドがある。
邪怨回廊
第3の子・ギガース族が住んでいるエリア。エリアの各所にモンスターの石像が置かれている。
原祖混沌
巨大装置ブラフマーが設置されているエリア。このエリアの第1の子は表と同様にコトアマツ族だが、洗脳されてアヌンナキの尖兵となっている。
血の回廊
六芒星の飾られている扉からのみ入れるエリア。複数のエリアを繋いでいる一本道で、あるアイテムを使う事で繋がるエリアが変化する。
永久牢獄
世界樹の枝の更に奥深くにある、「冥界」と呼ばれるエリア。滅と陰の2エリアに分かれており、正しい道を選ばないと冥界から追い出されて別のエリアに飛ばされてしまう。
螺旋地獄
最終エリア。他のすべてのエリアを攻略しないと入る事が出来ない。エリアの構造が前作の地獄聖堂に類似しており難易度は高め。

## 登場人物
ルミッサ・小杉
本作の主人公。21歳。前作の主人公・ルエミーザの娘。考古学に対してあまり関心を持っていないが大冒険に憧れており、今回の冒険を経て考古学デビューをし父親超えを目指す。父親とは年齢が近いが理由は明かされていない。他の一族同様に忍者風の体術を習得しているため身軽。寿司が好きなのか、ポーズ中には握り寿司を作って食べるモーションが見られる。
ルエミーザ・小杉
前作の主人公でルミッサの父親。36歳。ラムラーナ遺跡の謎を解いて学会に名を轟かせる事になったが、遺跡を崩壊させた事への追及を恐れて行方をくらませている。手柄を横取りされる事もあるため父・ショーンとはそりが合わないが、本作ではルネッサの成長を見守るという思いが一致しているのか、常に行動を共にしている。長老が手紙を送っても反応が無かったのは、既にショーンと共にイグ・ラーナ遺跡に入り込んでいたため。
ショーン・小杉
ルミッサの祖父でルエミーザの父親。67歳。研究に関してはすでに身を引いているものの息子や孫にも劣らない強靭な体力で現在も遺跡探検をしている。今回は孫娘の成長を見届ける為、ルエミーザと一緒に行動している姿が随所で見受けられる。
ゼレプド
遺跡を守っていた一族の長老。年齢不詳。ラ・ムラーナ遺跡を観光地化させる事に成功した事で富を得、西洋風の城のような住居に住んでいる。ルミッサのタブレットに自作アプリをインストールして随所でヒントを与えてくれる。
四賢者
前作においてラ・ムラーナ遺跡の各地で眠りについていた4名の神官。使命を果たし解放されてからは地上に出て活動をしている。
アルセダーナ
四賢者のリーダー格で死を司る。124歳。高齢のため祭壇の前のテントで静かに余生を過ごしている。
ギルトリーヨ
四賢者の一人で知識を司る。48歳。遺跡から盗まれた財宝を取り戻すために世界各地を飛び回っている。
フォボウス
四賢者の一人で命を司る。38歳。遺跡内部で調査を続けている。知的好奇心が強くコンピューターなど現在の技術を好んで使用している。ラ・ムラーナ遺跡のトラップや仕掛けを構築したのが彼である事が判明する。
サマランタ
四賢者の一人で力を司る。29歳。賢者の中では若輩者である事を気にかけており、遺跡の調査や復旧に積極的に携わっている。
ムーブルク
賢者並の知識を持つ第7の子。3024歳。ラ・ムラーナ遺跡崩壊後は世界各地で遺跡調査をしていたが、ルミッサのサポートの為に長老に呼び出されて戻ってきた。ずっと眠っていた影響か、転倒時や罠にかかった状態でも気を抜くとすぐに寝てしまう。
妖精
妖精王フレイに認められる事で協力してくれるようになる。ただし最初は回復妖精のみで、残りの武器妖精・お宝妖精・鍵妖精は遺跡の各地の妖精ギルドショップに捕らえられている。また武器妖精は性能が変更され、敵や破壊可能オブジェクトに近づいて自動的に攻撃するようになった。
第9の子
前作でルエミーザに倒された「母」が生み出した直系にして最後の子（前作の最終決戦時にいた胎児）で、本作の最終ボスにしてイグ・ラーナ遺跡そのもの。憎しみに凝り固まっており、母を滅ぼしたルエミーザが属する第8の子だけでなく、第1から第7の子全てを滅ぼす事しか考えていない。

## ガーディアン
特定のエリアに存在している巨大モンスター。アンクジュエルによりアンクを破壊する事で出現する。
ファフニール
世界樹の根のガーディアン。トカゲのように壁を這う巨大な竜。モチーフは北欧神話に登場する竜ファフニール。
ヴリトラ
戦死者の館のガーディアン。二足歩行の大型ドラゴン。モチーフはヒンドゥー教の怪物ヴリトラ。
クジャタ
妖精界のガーディアン。背中に火山がある非常に巨大な牛。モチーフは中世イスラームの宇宙観で伝承される巨大牛クジャタ。
ヨルムンガンド
不滅戦場のガーディアン。大蛇のようなデザインの戦闘兵器に乗った人型モンスター。モチーフは北欧神話に登場する毒蛇ヨルムンガンド。
アテン・ラー
冥星霊殿のガーディアン。アマルナ族の族長・ラーが巨大兵器アテンと融合した姿。モチーフはエジプトの太陽神であるラー、及び同一神とされた太陽神アテン。
アヌ
原祖混沌のガーディアン。星の支配を企む空の民アヌンナキの首領。羽虫のようなメカに乗っている。モチーフはメソポタミア神話の神アヌ。
エキドナ
邪怨回廊のガーディアン。前作のティアマトやジョカ同様、母の命を生み出す能力を模して作られた存在。モチーフはギリシア神話に登場する怪物エキドナ。
スルト
炎氷の梢のガーディアン。鎧の中に混沌の炎を閉じ込めている巨人。モチーフは北欧神話に登場する巨人スルト。
ヘル
永久牢獄のガーディアン。現在の冥界神で、生まれつき体の一部が腐敗・白骨化している。モチーフは北欧神話に登場する女神ヘル。